# Luma flavimarginalis
Luma flavimarginalis là một loài bướm đêm trong họ Crambidae.